# Callistethus chalcosomus
Callistethus chalcosomus är en skalbaggsart som beskrevs av Blanchard 1851. Callistethus chalcosomus ingår i släktet Callistethus och familjen Rutelidae. Inga underarter finns listade.